# Dehesa de Romanos
Dehesa de Romanos is een gemeente in de Spaanse provincie Palencia in de regio Castilië en León met een oppervlakte van 20,95 km². Dehesa de Romanos telt 40 inwoners (1 januari 2016).

## Demografische ontwikkeling
Bron: INE, 1857-2011: volkstellingen